# Parque nacional de Niumi
El parque nacional de Niumi (del inglés: Niumi National Park) es un espacio protegido en el país africano de Gambia.
El parque nacional Niumi ocupa la franja costera norte del río Gambia. El parque es de aproximadamente 4.940 hectáreas (49,4 kilómetros cuadrados) de extensión. Aparte de ser un campo de cría de peces importantes, constituye uno de los últimos manglares intactos que se encuentran en la costa oeste de África al norte del ecuador. Las partes más terrestres del parque contienen una sección interesante de fauna amenazada regionalmente y una amplia diversidad de tipos de hábitats.